# Pavillon

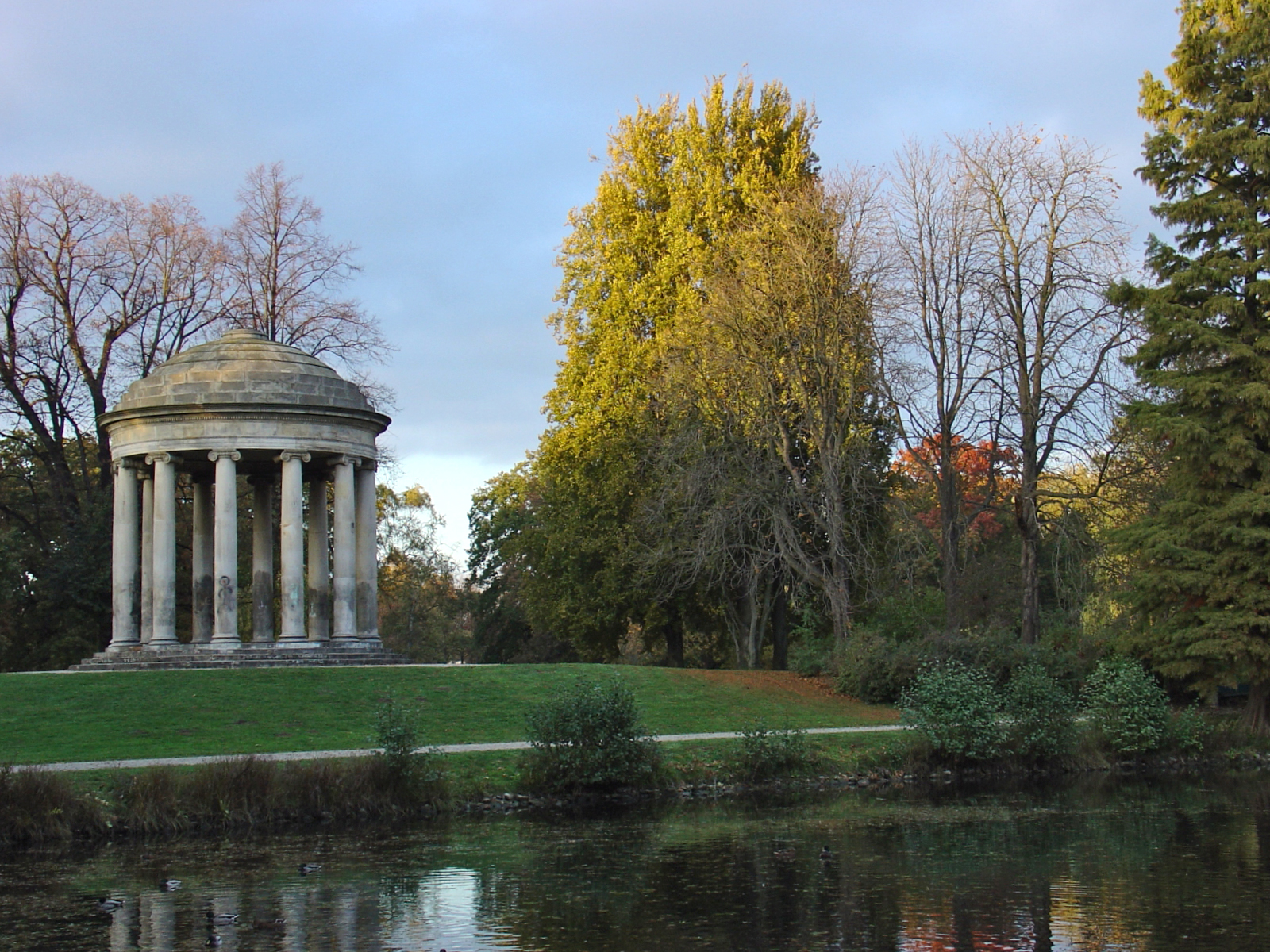
Leibniztempel im Georgengarten (Hannover)

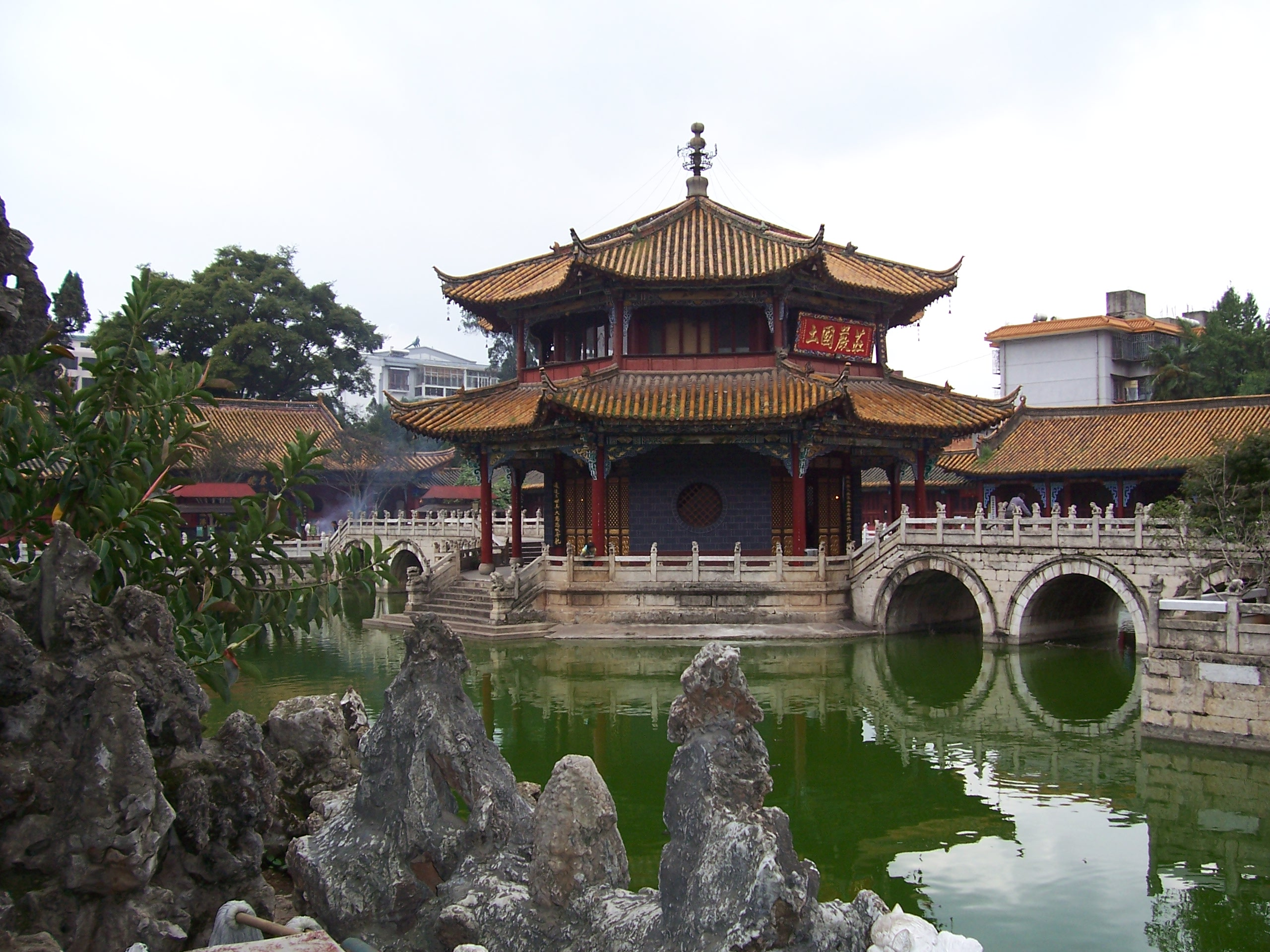
Yuantong-Kloster in Kunming, Provinz Yunnan in China

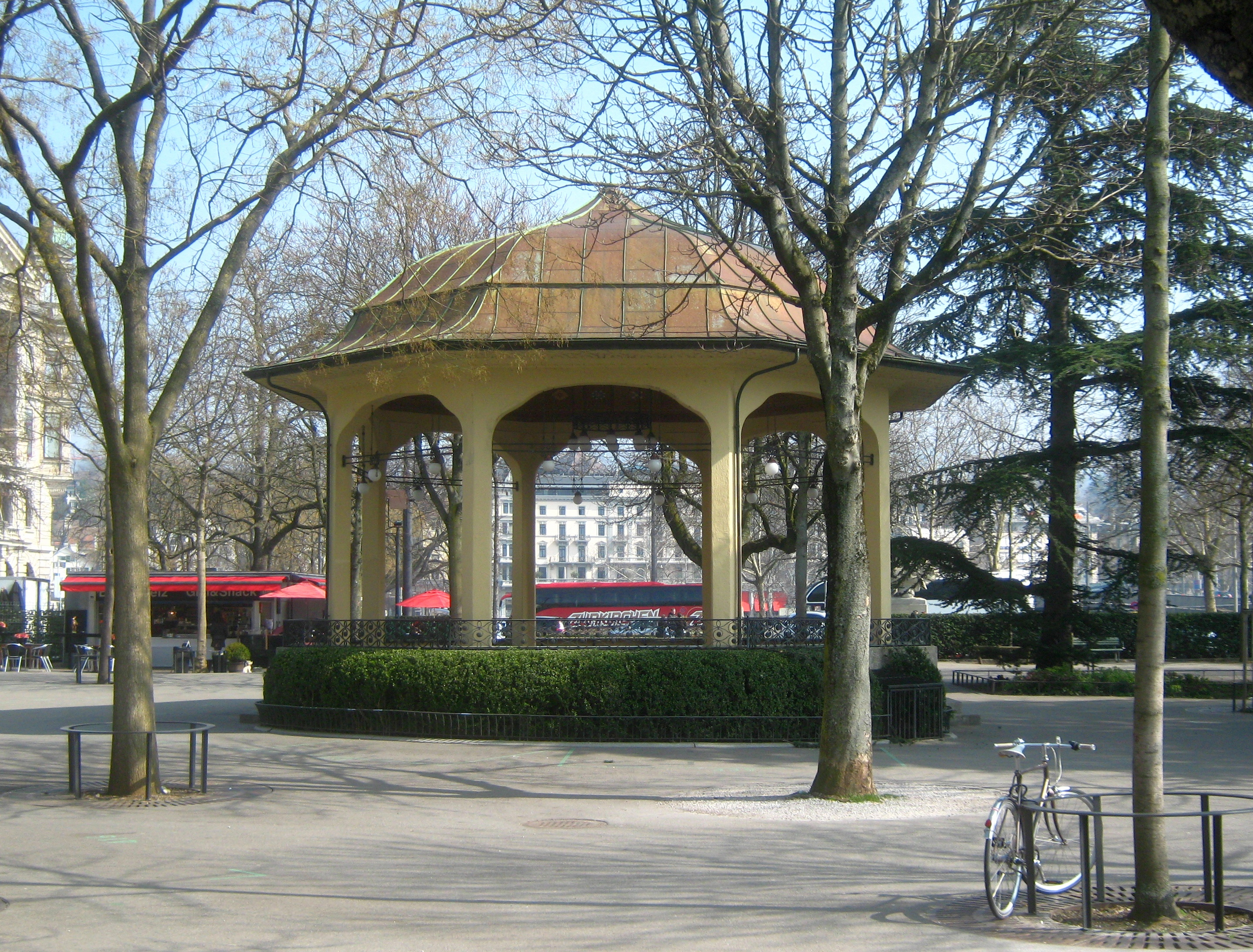
Musikpavillon, Bürkliplatz 3 in der Stadthausanlage Zürich, erbaut von Robert Maillart, 1908

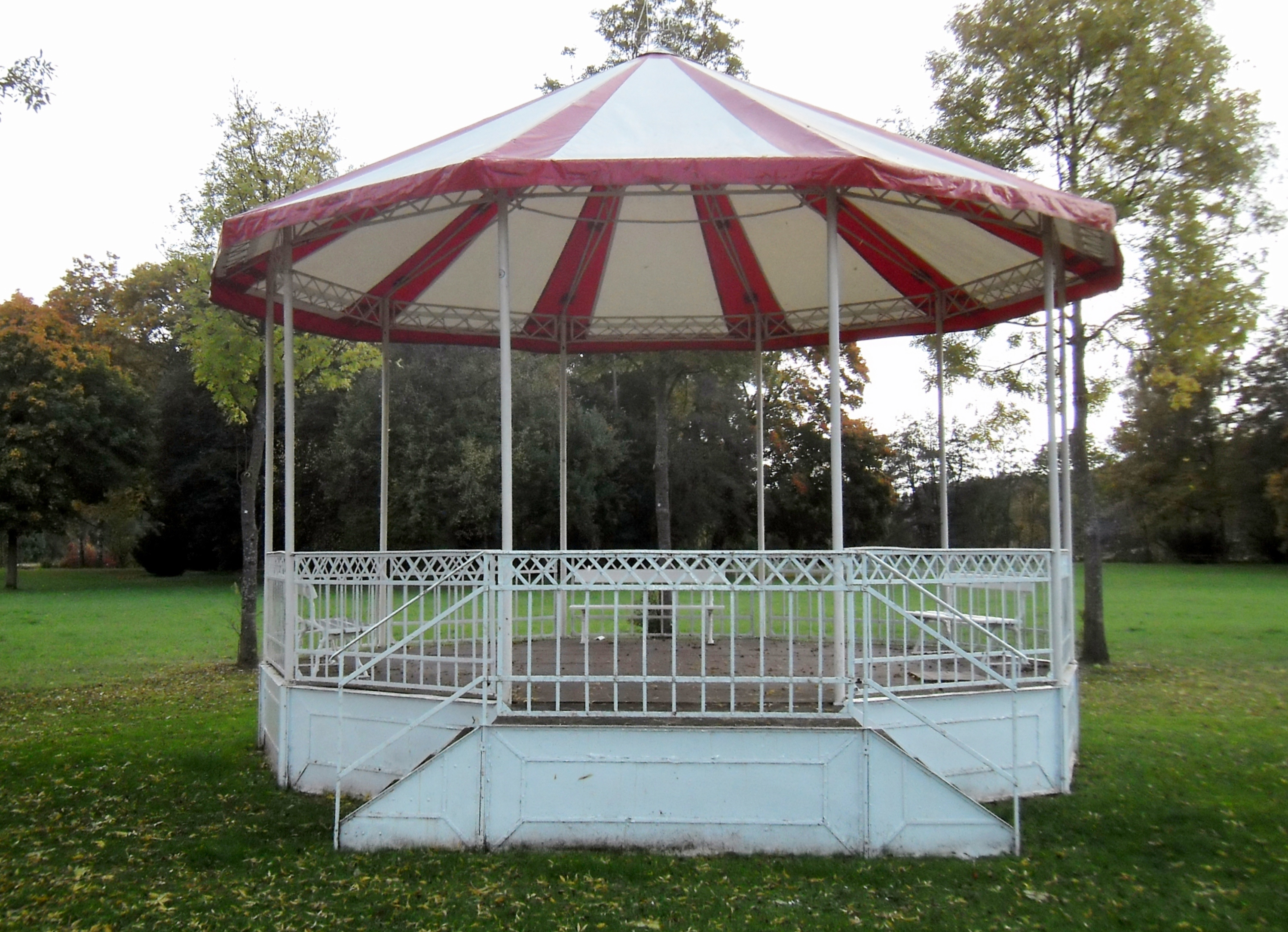
Ehemaliger Musikpavillon in Bad Bocklet

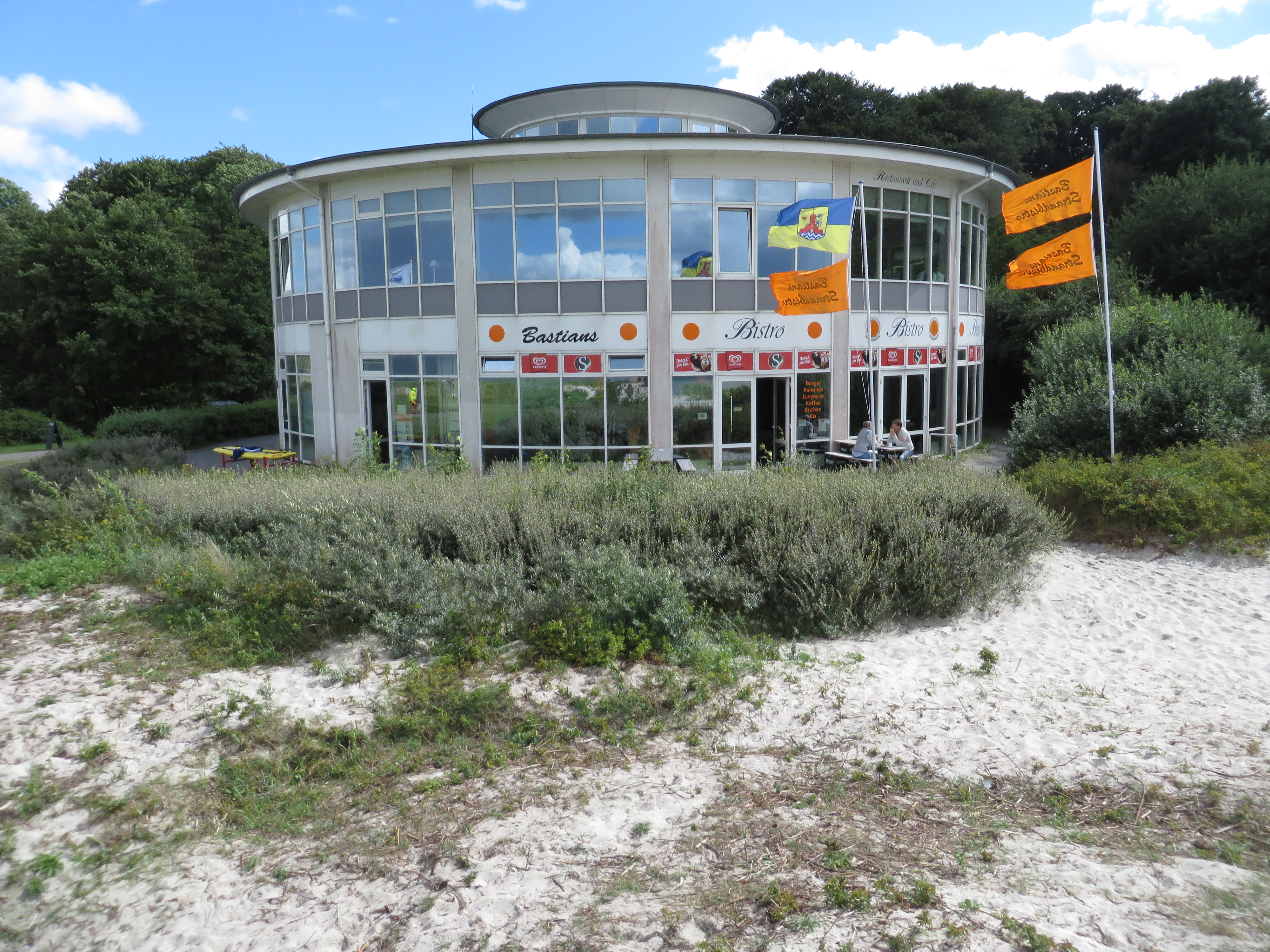
Moderner Strandpavillon in Flensburg-Solitüde

Ein Pavillon ist entweder ein freistehendes, leichtes Bauwerk in einer Garten- oder Parkanlage, ein vorspringender Gebäudeteil eines Bauwerks, der sich durch ein meist als Kuppel ausgebildetes Dach vom restlichen Gebäude abhebt, oder ein kleinerer, einem Hauptbau zugeordneter Neubau (z. B. in Schulen oder Krankenhäusern). Darüber hinaus werden auch Gebäude für Messen und Ausstellungen als Pavillons bezeichnet, unabhängig von ihrer Bauweise. Der Begriff „Pavillon“ stand bis ins 18. Jahrhundert für ein großes, viereckiges (Kriegs-)Zelt; er ist aus dem Französischen entlehnt und stammt letztlich vom lateinischen Wort „papilio“ ab, was im eigentlichen Sinne „Schmetterling“ bedeutet, jedoch schon im Spätlateinischen für ein Zelt steht. Die Übertragung soll daher stammen, dass die umgeschlagenen Enden am Zeltausgang an das Aussehen eines Schmetterlings erinnerten.

## Freistehendes Gebäude
Ein freistehender Pavillon (auch Salettl) ist ein überdachtes, meist rundum offenes oder zu öffnendes Bauwerk. Der Grundriss ist häufig kreisförmig oder nähert sich der Kreisform an, d. h., Pavillons haben oft die Form eines regelmäßigen Vielecks, einer Ellipse, eines Rechtecks, dessen Seitenlängen wenig voneinander abweichen, oder einer anderen Form des Zentralbaus. Die Grundrissform ist oft punktsymmetrisch. Diese Eigenschaft wird oft durch Walm-, Kegel-, Kuppel- oder Pyramidendächer oder durch umlaufende Gesimse betont.
In Asien, insbesondere in der Architektur Chinas, hat der Pavillon eine lange Tradition. Auch in Japan, Indien und Thailand findet sich die Form des Pavillons, oft in sakralen Bauten. In buddhistischen Tempeln wird der Pavillonbau in vielfältiger Weise genutzt. Besonders in Thailand ist er in Form der Sala in und außerhalb von Tempelanlagen sehr beliebt.
Obwohl schon in der Antike bekannt und gebraucht, erscheint der Pavillon in der Architektur Europas vermehrt in der Epoche des Barocks in den Parks und Gärten des Adels, als Nebengebäude eines Schlosses, als Ruheplatz, Aussichtspunkt oder einfach als gestalterisches Element. Später verbreitete er sich in die Gärten des wohlhabenden Bürgertums und wurde dort zu den gleichen Zwecken genutzt. An öffentlichen Bauten sind die Musikpavillons in Kuranlagen zu nennen. In der modernen Architektur zeigen manche Sportarenen Merkmale des Pavillons. Um 1900 war das Pavillonsystem oder der Pavillonstil ein Konzept des Krankenhausbaus, von dem man sich Vorteile auch durch Einbettung in parkähnliche Anlagen versprach. Ebenso heißen Nebengebäude von Schulen, in denen Unterrichtsräume untergebracht sind, Pavillon, so beispielsweise an der Philipp-Reis-Schule.

## Pavillon als Teil eines größeren Gebäudes
Im barocken Profanbau, speziell im Schlossbau französischer Prägung, bezeichnet man einen innerhalb eines mehrteiligen Gebäudes deutlich hervorgehobenen Baukörper mit einer eigenen Bedachung als Pavillon. Er wurde genutzt, um die Fassade eines größeren Bauwerks zu gliedern, den Corps de Logis von den Seitenflügeln optisch abzuheben oder um die Seitenflügel – über die übliche Gliederung mit Risaliten hinaus – mit einem vertikalen Akzent abzuschließen.

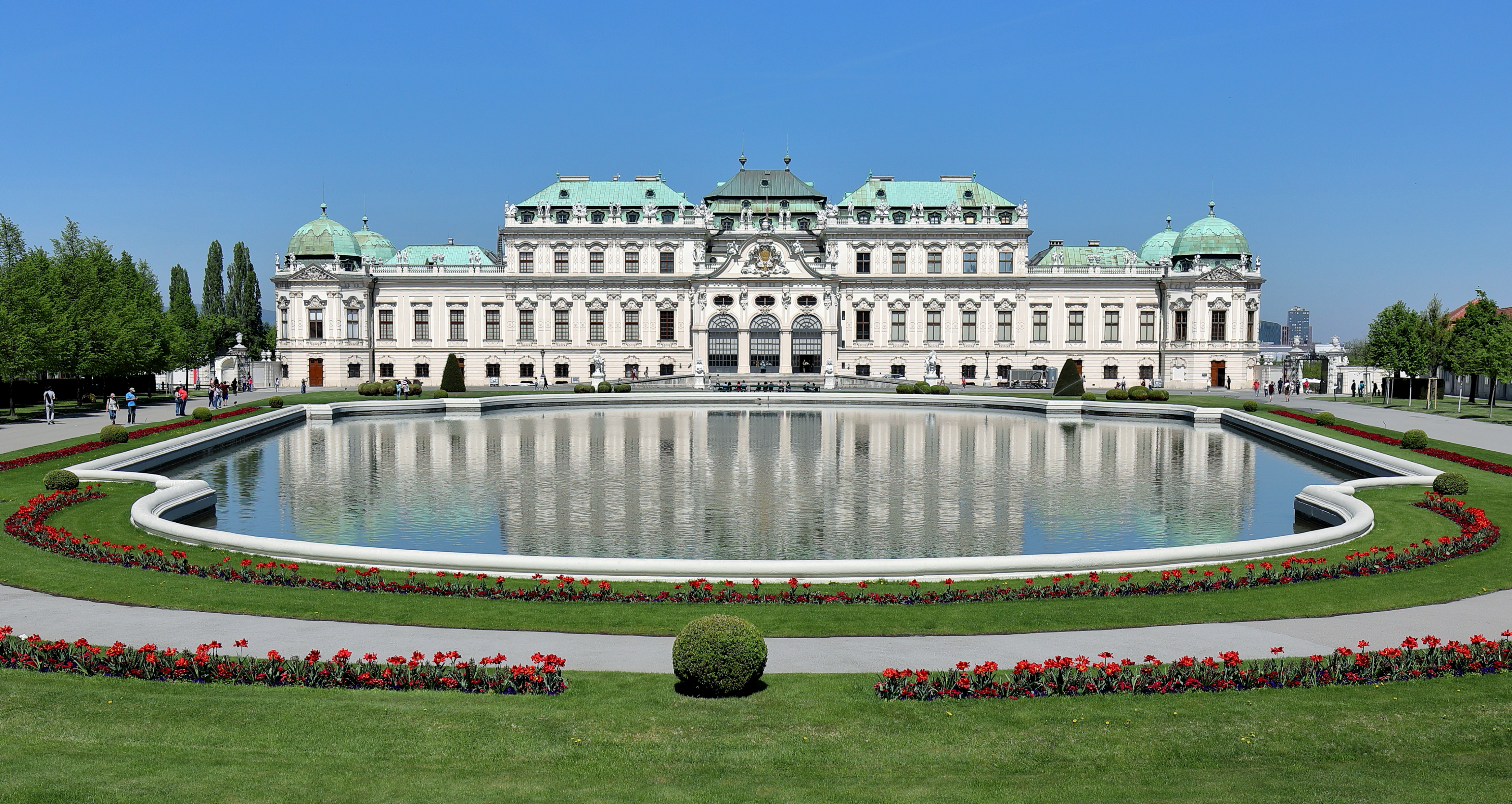
Barockschloss Belvedere in Wien mit Eckpavillons
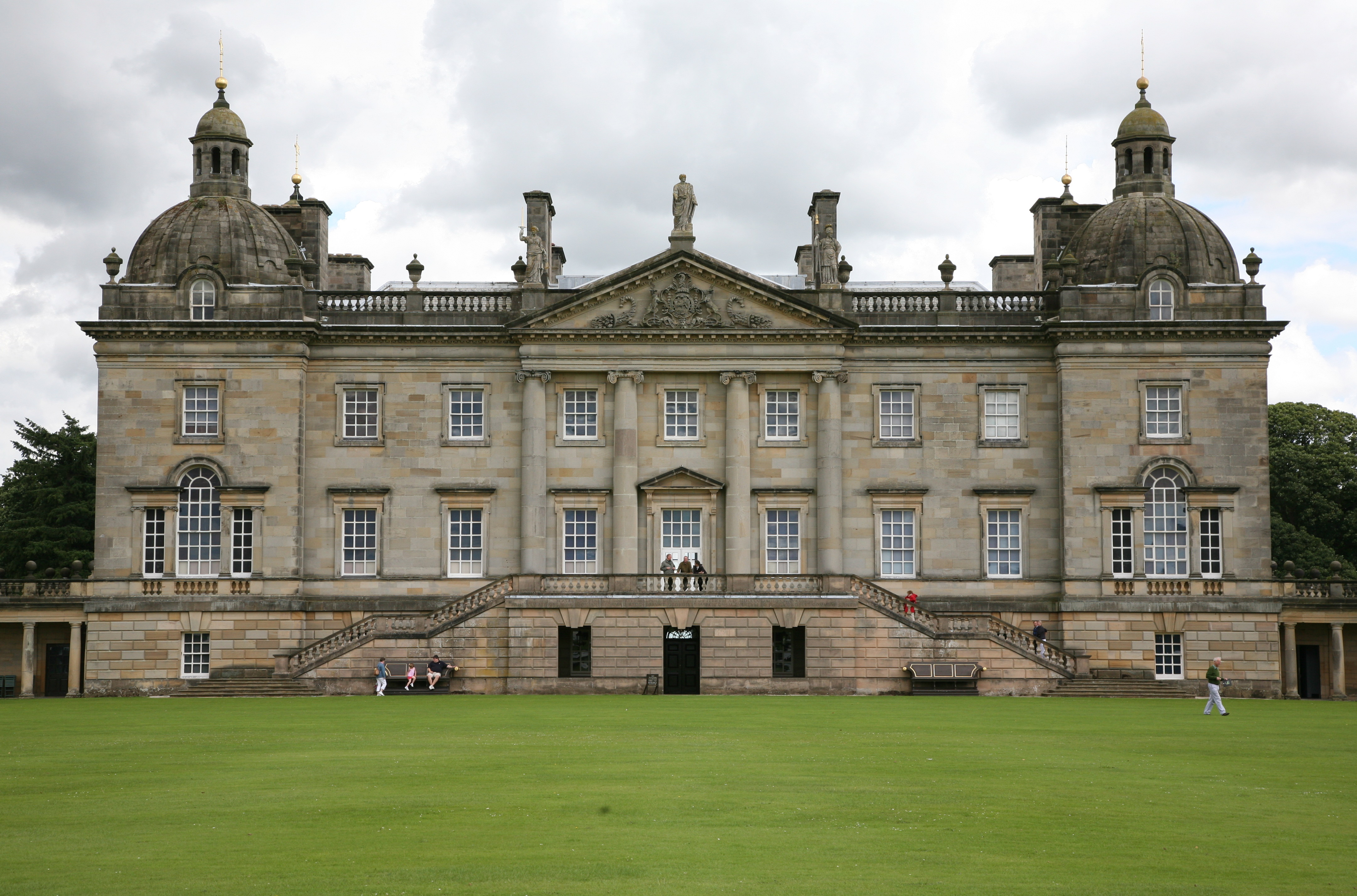
Landhaus Houghton Hall in Norfolk mit zwei Eckpavillons

## Gartenpavillon

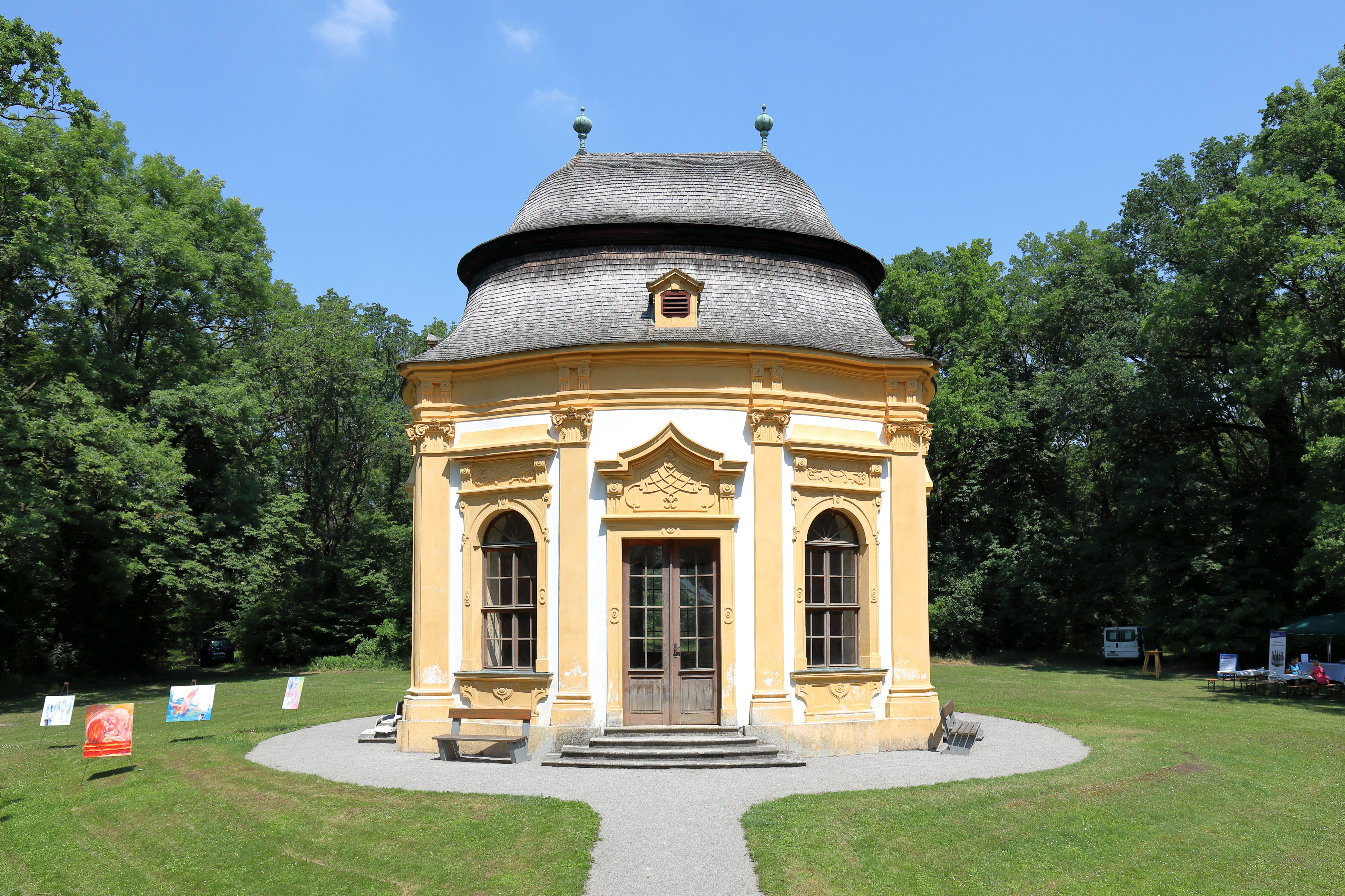
Ein barocker Gartenpavillon in einem Jagdstern und zur Schlossanlage Siebenbrunn gehörend

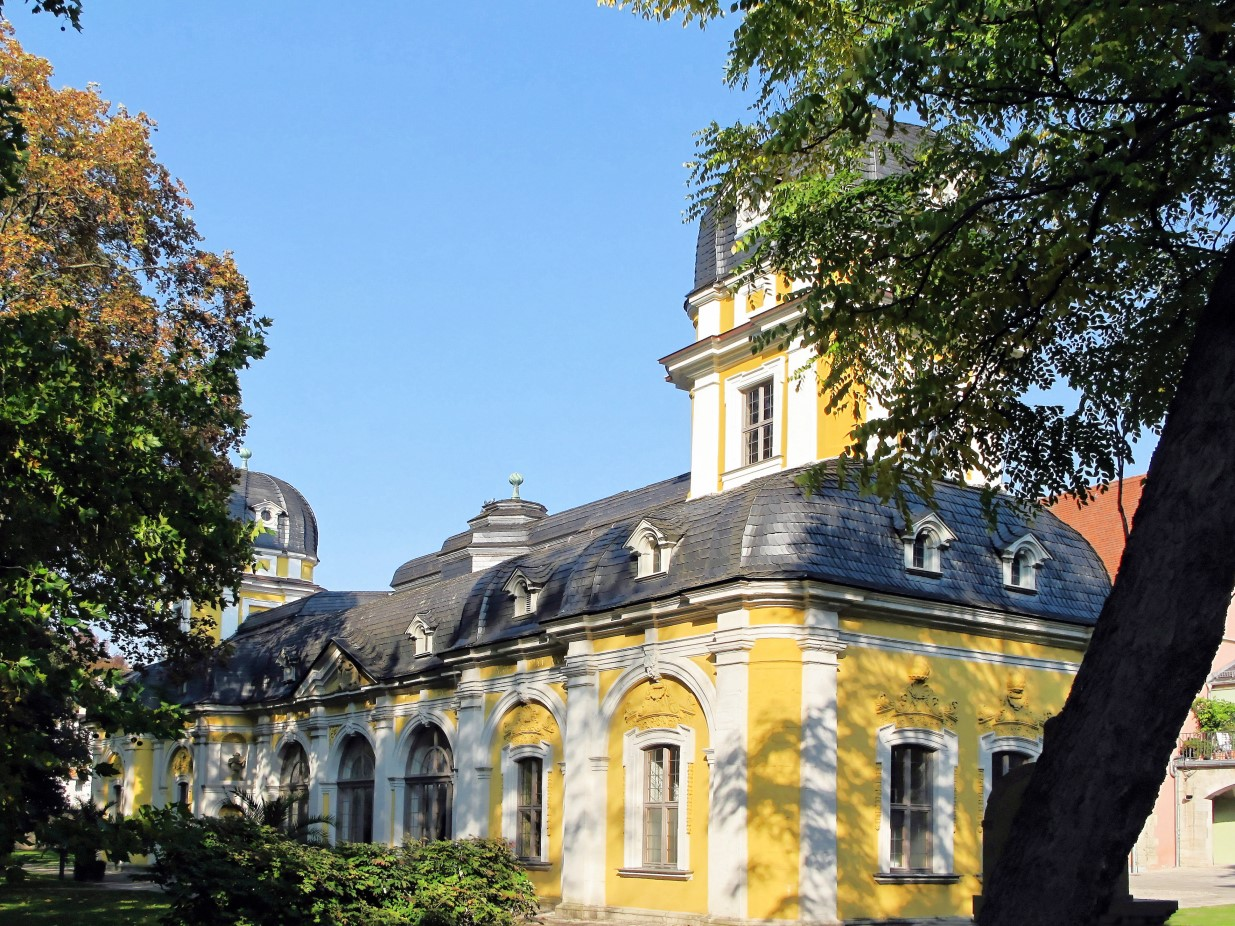
Gartenpavillon des Würzburger Juliusspitals, erbaut ab 1705, als anatomische Ausbildungsstätte von 1727 bis 1853 benutzt, heute Festsaal

Der Definition als freistehendes, leichtes Bauwerk in einer Garten- oder Parkanlage (Staffagebauten oder Follys) kommt auch der moderne Gartenpavillon nahe. Grundsätzlich gibt es zwei Typen der Gartenpavillons: fest im Boden verankerte Pavillons aus Holz oder Stein – oder pavillonförmige Partyzelte aus Metall, die leicht auf- und wieder abgebaut werden können. Mobile Gartenpavillons bestehen aus einem Metallgestänge, das mit einer Bespannung aus Textilien oder Kunststoffen versehen wird. Die Seitenwände lassen sich in der Regel öffnen und schließen. Sie werden auch Partypavillons genannt.
Für festinstallierte Pavillons muss in der Regel ein Fundament ausgegossen werden, dafür ist abhängig von der Landesbauordnung eine Schachtgenehmigung notwendig. Für Pavillons mit gemauerten Steinwänden kann eine Baugenehmigung erforderlich sein, da diese als Gebäude klassifiziert werden. Für die Aufstellung eines Gartenpavillons muss bei Mietwohnungen oder Gärten, die für alle Mietparteien zugänglich sind, auch die Zustimmung der anderen Parteien eingeholt werden.

## Siehe auch

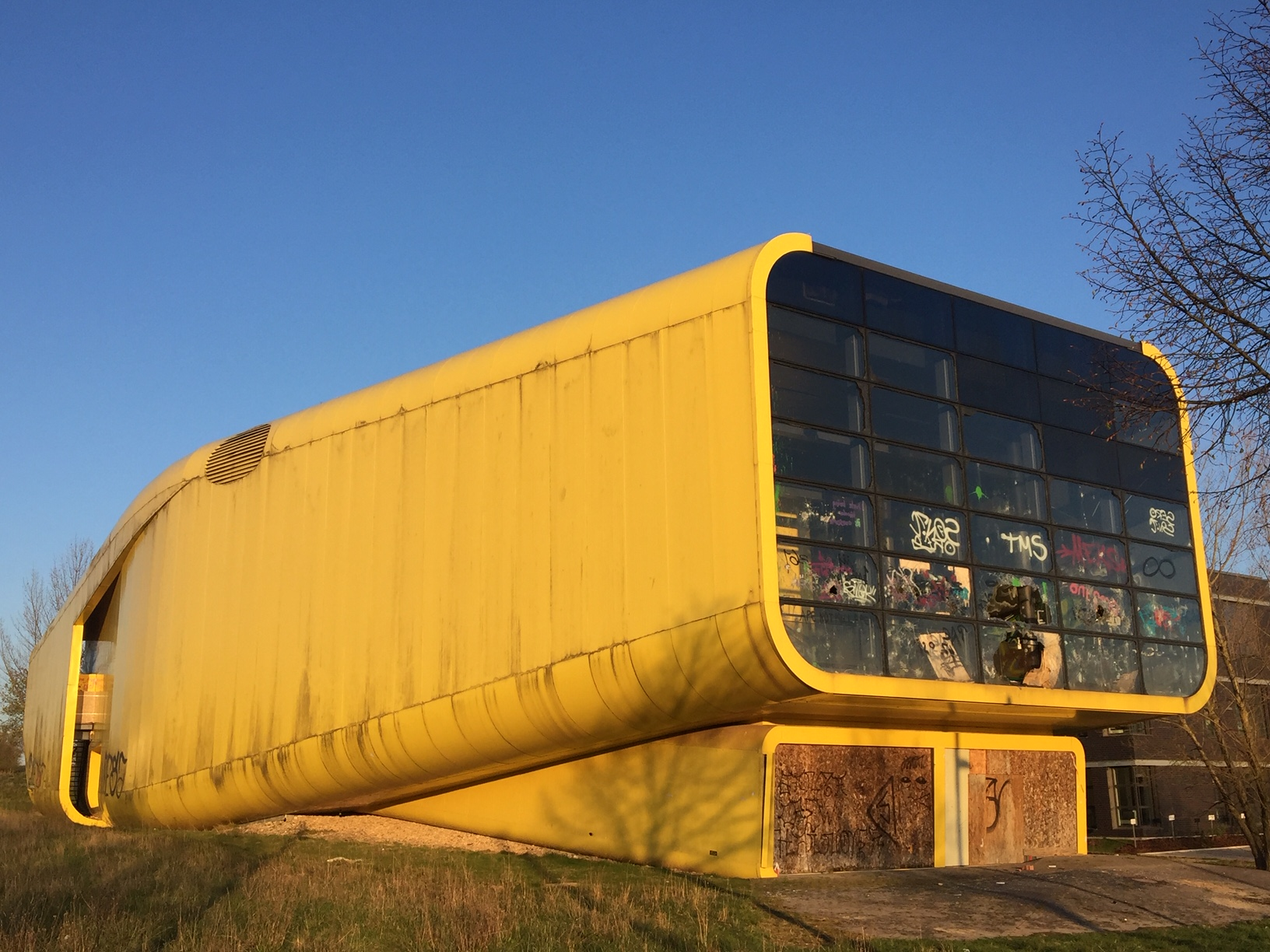
Ehemaliger litauischer Landes-Pavillon auf der EXPO 2000 Hannover (April 2019)

## Jagdpavillon
Ein Jagdpavillon ist eine Anlage zur Beherbergung mehrerer Personen im Zuge einer Jagd z. B. als Witterungsschutz oder zur Rast. Darüber hinaus werden hier das Jagdzeug für die bevorstehende Jagd gelagert und bereitgestellt. Die meisten Jagdpavillons wurden zwischen dem 15. und 18. Jahrhundert von adeligen Aristokraten nahe den jeweiligen Jagdgebieten errichtet. Der Adel ging damals nicht vorrangig zum Nahrungserwerb auf die Jagd, sondern vor allem zum Vergnügen.
Die Inneneinrichtung von Jagdpavillons bestand zum Großteil aus Holz und anderen natürlichen Materialien. Außerdem wurden die Wände häufig mit Jagdgemälden und -trophäen wie z. B. Hirschgeweihen geschmückt. Oftmals dienten Stallungen und Nutzbauten im Außenbereich zur Unterbringung von Pferden, Kutschen und Gefolge.
Bekannte Jagdpavillons
- Bärenschlössle Stuttgart
- Darmstadt
- Eutin
- Oberschleißheim
- Weilimdorf